# Atsushi Matsuo
Atsushi Matsuo (松尾 篤 Matsuo Atsushi?, nacido el 5 de marzo de 1990 en Fukuoka) es un futbolista japonés que se desempeñaba como delantero.

## Trayectoria

### Clubes
| Club                 | País  | Año         |
| -------------------- | ----- | ----------- |
| V-Varen Nagasaki     | Japón | 2012 - 2013 |
| Japan Soccer College | Japón | 2014        |
| Azul Claro Numazu    | Japón | 2015        |
| Saurcos Fukui        | Japón | 2016 -      |

## Estadística de carrera

### J. League
| Club             | Año   | J. League | J. League | Copa J. League | Copa J. League | Total | Total |
| Club             | Año   | Part.     | Goles     | Part.          | Goles          | Part. | Goles |
| ---------------- | ----- | --------- | --------- | -------------- | -------------- | ----- | ----- |
| V-Varen Nagasaki | 2013  | 1         | 0         | -              | -              | 1     | 0     |
| Total            | Total | 1         | 0         | 0              | 0              | 1     | 0     |